# 熱海港
熱海港（あたみこう）は、静岡県熱海市和田浜南町にある地方港湾。初島・伊豆大島航路の定期船の発着場がある他、沖合いの埋め立て地に大規模な海釣り施設が整備されており、「釣り文化促進モデル港」に指定されている。

## 構成

### サンレモ公園
北緯35度5分24.7秒 東経139度4分31.8秒
北西部、親水公園の第4工区から直結した場所にある公園。国道135号を挟んで北西向にマリンスパあたみがあり、海側からの一方通行となっている道路の進行方向の都合上、サンレモ公園側に路線バスの「マリンスパあたみ」バス停がある。
1976年（昭和51年）11月10日に、熱海市がイタリア・サンレモ市と国際姉妹都市提携を結んだことを記念して、1982年（昭和57年）12月10日に開園した。当時の市長・内田滋による由来説明文が園内に設置されている。
一角に彫刻付きの噴水を配置してイタリア風を演出しているものの、それ以外は電話ボックス、公衆トイレ、ブランコ・滑り台などの遊具が配置された、一般的な公園と似た仕様になっている。
また一角には坪内逍遥作詞の「熱海市歌」の碑も建てられている。
南東隣に「熱海港定期船乗り場」がある。

### 熱海港定期船乗り場
北緯35度5分23.3秒 東経139度4分34.5秒

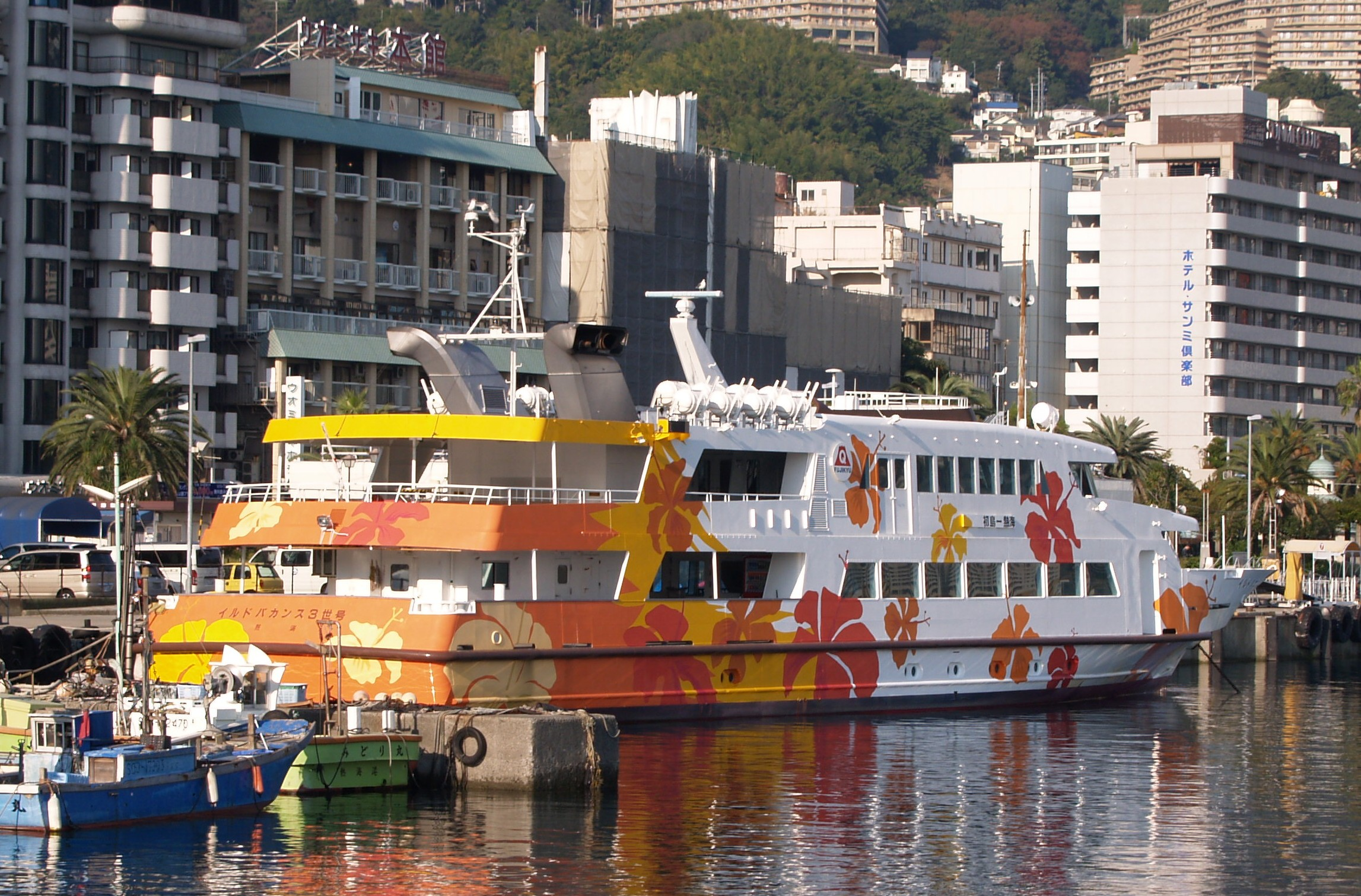
初島航路の定期船イル・ド・バカンス3世号

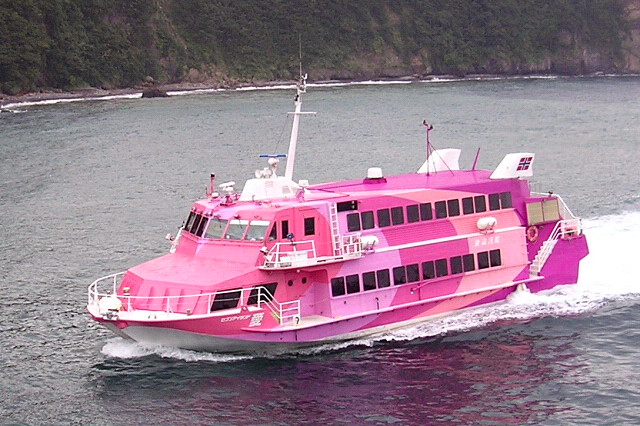
伊豆大島航路の定期船セブンアイランド愛

富士急マリンリゾートによる初島航路の定期船（片道30分）と、東海汽船による伊豆大島の定期船（片道45分）の受付窓口・待合室がある建物があり、その前の岸壁が発着場となる。
初島航路の定期船としては、
- イルドバカンス3世号
  - → 金波銀波(きんぱぎんぱ)
- イルドバカンスプレミア

の2隻が、伊豆大島航路の定期船としては、
- セブンアイランド 結
- セブンアイランド 愛
- セブンアイランド 友
- セブンアイランド 大漁

の4隻がある。
道路側にはタクシー乗り場と、路線バスの「熱海港」バス停があり、南東脇には市営の「臨港駐車場」（約60台）がある。

### ショップ・食堂
「臨港駐車場」の南東隣、港湾の最も奥まった一角は漁船が集まった漁港エリアとなっており、道路沿いには漁師の食堂や、釣具店、スキューバダイビング店などが集まっている。
- フィッシングショップ サンワ - 釣り具・貸し竿。
- しんちゃんの店
- 第八富士丸食堂
- みどり丸食堂
- 第一富士丸食堂
- ダイビングサービス熱海 - スキューバダイビング。
- 貴美の浜焼き

道路側には路線バスの「熱海後楽園」バス停があり、道路を挟んだ南向にはアタミロープウェイの乗り場がある。南東向には熱海後楽園ホテルがある。

### 熱海港海釣り施設
北緯35度5分31.7秒 東経139度4分47.3秒
熱海後楽園ホテルの北方に広がる埋立地は、大部分が熱海市の浄水管理センター（下水処理場）となっているが、北西に大型船が接岸できる「七半（ナナハン）岸壁」があり、その先の北北東に長さ260メートル、幅14メートルに渡って延びている堤防の、西側/内海（熱海湾内）側に、「熱海港海釣り施設」が設けられている。NPO法人SEA WEBが管理。
荒天・高波・強風、花火大会開催日（花火大会が無い月は第3水曜日）以外は年中無休。営業時間は朝6時(夏場)/7時(冬場)〜日没まで。利用料は大人500円、小中学生300円。ライフジャケット貸与。貸し竿はエサ代込みで1本2200円。南西にある専用駐車場（350台）は、先払いで普通車１日500円、バス1日1000円。
堤防直下で7～8m、少し遠くで15～17mの水深があるため、時期が合えば堤防釣りのわりに本格的な魚を狙うことができる。

## 周囲
北西は親水公園の第4工区エリアと地続きでつながっており、道路を挟んではマリンスパあたみと向かい合っている。
南東にはアタミロープウェイと熱海後楽園ホテルが所在している。
西方〜南西にかけての崖沿いは、
- ホテルサンミ倶楽部
- （松濤本館（跡地））
- （熱海海浜ホテル（跡地））
- ウオミサキホテル（本館・南館）
- パラシオン熱海（リゾートマンション）
- みのやホテル
- 秀花園 湯の花膳（温泉旅館）
- （市営八幡山住宅（廃墟））

などが立ち並んでいる。

## アクセス
熱海市街地の国道135号は、沿岸の渚町の周囲を時計回りに取り囲むように一方通行になっているため、車で熱海港へアクセスするには、海側から回り込む必要がある。
熱海駅からの路線バスのバス停としては、東海バス・伊豆箱根バスの
- 「マリンスパあたみ」 - サンレモ公園の脇。
- 「熱海港」 - 定期船乗り場の正面。
- 「熱海後楽園」 - 漁港の食堂群と、アタミロープウェイ乗り場の狭間。

の3つがある。

## 沿革
- 1982年（昭和57年）12月10日 - サンレモ公園開園。
- 1987年（昭和62年）8月25日 - 大規模埋め立て工事完了[6]。
- 2004年（平成16年）「熱海市海岸環境整備事業」で、平成16年度国土交通省手づくり郷土賞（地域整備部門）受賞。
- 2006年（平成18年）4月 - 海釣り施設が完成、市がNPO法人SEA WEBと委託管理契約[3][7]。
- 2019年（平成31年）3月 - 国土交通省によって「釣り文化促進モデル港」に指定[1]。